# Lockeport
Lockeport is een plaats (town) in de Canadese provincie Nova Scotia en telt 701 inwoners (2001). De oppervlakte bedraagt 2,32 km².